# Эрланген-Хёхштадт
Эрланген-Хёхштадт (нем. Erlangen-Höchstadt) — район в Германии. Центр района — город Эрланген. Район входит в землю Бавария. Подчинён административному округу Средняя Франкония. Занимает площадь 564,52 км². Население — 138 105 чел. Плотность населения — 245 человека/км².
Официальный код района — 09 5 72.
Район подразделяется на 25 общин.

## Административное устройство

### Города
1. Байерсдорф (7 945)
2. Херцогенаурах (23 616)
3. Хёхштадт-ан-дер-Айш (13 597)

### Ярмарочные общины
1. Вайзендорф (6 592)
2. Вахенрот (2 225)
3. Лоннерштадт (2 094)
4. Мюльхаузен (1 759)
5. Фестенбергсгройт (1 569)
6. Херольдсберг (8 474)
7. Эккенталь (14 614)

### Общины
1. Адельсдорф (9 127)
2. Аурахталь (3 080)
3. Бубенройт (4 496)
4. Буккенхоф (3 048)
5. Гремсдорф (1 614)
6. Гросензебах (2 463)
7. Кальхройт (3 080)
8. Марлоффштайн (1 569)
9. Мёрендорф (4 859)
10. Оберрайхенбах (1 359)
11. Рёттенбах (4 694)
12. Уттенройт (5 025)
13. Хемхофен (5 379)
14. Хесдорф (3 597)
15. Шпардорф (2 248)

### Объединения общин

Муниципалитеты района Эрланген-Хёхштадт (Бавария)

1. Управление Аурахталь
2. Управление Уттенройт
3. Управление Хесдорф
4. Управление Хёхштадт-ан-дер-Айш

## Население
По оценке на 31 декабря 2015 года население района Эрланген-Хёхштадт составляет 134 136 чел. 

| Дата      | 1840  | 1871  | 1900  | 1925  | 1939  | 1950  | 1961  | 1970  | 1987   | 2011   |
| --------- | ----- | ----- | ----- | ----- | ----- | ----- | ----- | ----- | ------ | ------ |
| Население | 32639 | 32342 | 31729 | 35029 | 39867 | 59495 | 67453 | 79752 | 106113 | 130395 |

| Год       | 1960  | 1970  | 1980  | 1990   | 2000   | 2009   | 2010   | 2011   | 2012   | 2013   | 2014   | 2015   |
| --------- | ----- | ----- | ----- | ------ | ------ | ------ | ------ | ------ | ------ | ------ | ------ | ------ |
| Население | 66963 | 80632 | 99297 | 114492 | 128939 | 131059 | 131448 | 130747 | 131227 | 132012 | 132830 | 134136 |